# TBRG1
TBRG1 (англ. Transforming growth factor beta regulator 1) – білок, який кодується однойменним геном, розташованим у людей на короткому плечі 11-ї хромосоми. Довжина поліпептидного ланцюга білка становить 411 амінокислот, а молекулярна маса — 44 946.
| 10         |  | 20         |  | 30         |  | 40         |  | 50         |
| ---------- |  | ---------- |  | ---------- |  | ---------- |  | ---------- |
| MSLLDGLASS |  | PRAPLQSSKA |  | RMKKLPKKSQ |  | NEKYRLKYLR |  | LRKAAKATVF |
| ENAAICDEIA |  | RLEEKFLKAK |  | EERRYLLKKL |  | LQLQALTEGE |  | VQAAAPSHSS |
| SLPLTYGVAS |  | SVGTIQGAGP |  | ISGPSTGAEE |  | PFGKKTKKEK |  | KEKGKENNKL |
| EVLKKTCKKK |  | KMAGGARKLV |  | QPIALDPSGR |  | PVFPIGLGGL |  | TVYSLGEIIT |
| DRPGFHDESA |  | IYPVGYCSTR |  | IYASMKCPDQ |  | KCLYTCQIKD |  | GGVQPQFEIV |
| PEDDPQNAIV |  | SSSADACHAE |  | LLRTISTTMG |  | KLMPNLLPAG |  | ADFFGFSHPA |
| IHNLIQSCPG |  | ARKCINYQWV |  | KFDVCKPGDG |  | QLPEGLPEND |  | AAMSFEAFQR |
| QIFDEDQNDP |  | LLPGSLDLPE |  | LQPAAFVSSY |  | QPMYLTHEPL |  | VDTHLQHLKS |
| PSQGSPIQSS |  | D          |  |            |  |            |  |            |

A: Аланін

C: Цистеїн

D: Аспарагінова кислота

E: Глутамінова кислота

F: Фенілаланін

G: Гліцин

H: Гістидин

I: Ізолейцин

K: Лізин

L: Лейцин

M: Метіонін

N: Аспарагін

P: Пролін

Q: Глутамін

R: Аргінін

S: Серин

T: Треонін

V: Валін

W: Триптофан

Кодований геном білок за функцією належить до фосфопротеїнів. 
Задіяний у таких біологічних процесах, як клітинний цикл, ацетилювання, альтернативний сплайсинг. 
Локалізований у ядрі.